# Eimke
Eimke település Németországban, azon belül Alsó-Szászország tartományban. Lakosainak száma 844 fő (2023. december 31.). Eimke Faßberg, Gerdau és Suderburg községekkel határos.

## Népesség
A település népességének változása:
| Lakosok száma | 830  | 822  | 827  | 828  | 835  | 844  |
|               | 2016 | 2017 | 2019 | 2021 | 2022 | 2023 |